# Adhámi
Adhámi (Adami) är en ort i Grekland.   Den ligger i prefekturen Nomós Argolídos och regionen Peloponnesos, i den sydöstra delen av landet, 70 km sydväst om huvudstaden Aten. Adhámi ligger 445 meter över havet och antalet invånare är 302.
Terrängen runt Adhámi är kuperad. Runt Adhámi är det ganska glesbefolkat, med 22 invånare per kvadratkilometer. Närmaste större samhälle är Ligourión, 5,4 km nordväst om Adhámi. 